# Citizen Cope
Citizen Cope — псевдоним американского музыканта Кларенса Гринвуда (Clarence Greenwood). Гринвуд родился и вырос в Вашингтоне (округ Колумбия).
В 1997 году Гринвуд подписал свой первый контракт со звукозаписывающей компанией Capitol Records и записал свой первый альбом Shotguns, но в 1998 году компания разорвала контракт, и альбом так и не был выпущен.
В 2000 году Гринвуд заключил новый контракт уже с DreamWorks Records, которая в сентябре 2002 года выпустила его первый официальный альбом Citizen Cope. Для раскрутки своего альбома Гринвуд гастролировал вместе с Нелли Фуртадо, выступая на разогреве. Отличная поддержка музыканту была оказана газетой The Washington Post, которая писала о нём, как о наиболее вдохновляющем музыканте со времён Марвина Гэя.
В октябре 2002 года вышел альбом Карлоса Сантаны Shaman, для которого Гринвуд написал и спродюсировал одну из композиций.
После выпуска первого альбома отношения между Гринвудом и его компанией испортились. Возникшая напряжённость вынудила Гринвуда выкупить его контракт, используя аванс, который он получил от его нового лейбла Arista Records. В сентябре Citizen Cope выпустил свой второй альбом The Clarence Greenwood Recordings, который был признан классикой андеграунда. Альбом был распродан в количестве большем, чем 273 000 экземпляров, даже без коммерческой раскрутки на радиостанциях.
С 2004 по 2008 годы Citizen Cope активно гастролировал.
В апреле 2005 года его песня «Sun’s Gonna Rise» легла в основу рекламы Pontiac и была распространена как второй сингл альбома.
В сентябре 2006 года Citizen Cope выпустил ещё один альбом Every Waking Moment.
Cope закончил свои очень успешные гастроли по Соединенным Штатам в декабре 2008 года. Очередной альбом "The Rainwater" вышел в свет в 2010 году и содержит в себе 11 композиций.